# Illa Wrangell
L'illa Wrangell (en rus: Остров Врангеля) és una illa de l'arxipèlag Alexander, a l'Alaska Panhandle, al sud-est d'Alaska. Fa 45,9 quilòmetres de llargada per entre 6 i 22,85 quilòmetres d'amplada. Té una superfície és de 544,03 km², cosa que en fa la 29a illa més gran dels Estats Units. L'estret canal de Blake la separa del continent.
El primer europeu que va albirar l'illa va ser James Johnstone, un dels oficials de George Vancouver durant la seva expedició de 1791 a 1795, el 1793. Només en va traçar la costa est, sense adonar-se que era una illa. Va ser ocupada l'any 1834 pels russos. Porta el nom de Ferdinand von Wrangel, un explorador germanobàltic al servei rus i funcionari del govern. Del 1867 al 1877 va ser una base militar dels Estats Units; més tard es va convertir en una base per a caçadors, exploradors i per als miners que utilitzaven la ruta del riu Stikine fins al Yukon.
L'illa conté la ciutat de Wrangell, al nord, i la petita comunitat de Thoms Place, al costat sud-oest. Segons el cens del 2000 tenia una població de 2.401 habitants.
L'illa de Wrangell és molt boscosa, amb molta vida salvatge, especialment óssos bruns, óssos negres americans, àguiles, ants, porcs espins i cérvols de Sitka, que atrauen nombrosos turistes a l'illa.